# 閃光 (伴都美子の曲)
「閃光」（せんこう）は、日本の歌手・伴都美子の2作目のシングル。

## 概要
- 前作「Flower」から約3ヶ月ぶりのシングル。
- 表題曲はエイベックス・デジタル『ミュゥモ』のCMソングと、エムティーアイ『music.jp』のCMソングに起用された。
- ジャケットが異なるCD+DVD盤とCD盤の2形態で発売された。DVDには表題曲のミュージック・ビデオが収録された。
- オリコンチャート初登場14位を獲得。2作連続でのトップ20入りを果たした。

## 収録曲
1. 閃光 [4:15]
作詞：伴都美子
作曲：北野正人
編曲：平出悟
歌詞は独りの女性の憂いに満ちた心の葛藤や孤独感が描かれている[1]。
2. Mosaic [4:28]
作詞：伴都美子
作曲：Jin Nakamura
編曲：村上正芳
3. 閃光 -instrumental- [4:15]
作曲：北野正人
編曲：平出悟
表題曲のインストゥルメンタルバージョン。
4. Mosaic -instrumental- [4:24]
作曲：Jin Nakamura
編曲：村上正芳
カップリング曲のインストゥルメンタルバージョン。

## 参加ミュージシャン
- 伴都美子：Vocals & Chorus (#1,2)

サポートミュージシャン
- 平出悟：Programmed & Electoric Guitar & Acoustic Guitar (#1,3)
- 村上正芳：Programmed & Electoric Guitar & Acoustic Guitar (#2,4)
- 徳田善久：Acoustic Guitar (#1,3)
- 川渕文雄：Bass (#1,3)
- 神保伸太郎：Bass (#2,4)
- 渋谷憲：Drums (#1,3)
- 佐々木しげそ：Drums (#2,4)

## タイアップ
- エイベックス・デジタル『ミュゥモ』CMソング (#7)
- エムティーアイ『music.jp』CMソング (#7)

## 収録アルバム
- Van. (#1)